# Corpo di polizia femminile
Il Corpo di Polizia femminile fu un corpo di polizia italiano ad ordinamento civile, istituito nel dicembre 1959, composto da personale femminile e dedicato a tematiche delicate e di rilievo morale, come la protezione della donna e la tutela dei minori.
Dipendente dall'amministrazione della pubblica sicurezza del Ministero dell'Interno, ma non inserito in un ordinamento militare allora vigente per la polizia, venne sciolto nel 1981.

## Storia
Fu creato, su indicazione dell'allora capo della polizia Giovanni Carcaterra, con la legge 7 dicembre 1959, n. 1083 e incorporò anche le ex agenti del Corpo di polizia femminile di Trieste che era nato sotto l'amministrazione militare anglo-americana del Territorio Libero di Trieste fino al 1954.
Il corpo, parallelo alla polizia "tradizionale", quella del Corpo delle guardie di pubblica sicurezza, entrò in funzione il 1º marzo 1961.
Aveva anche la funzione pratica di supportare questa per alcuni compiti che non era possibile affidare agli uomini, come ad esempio la perquisizione corporale delle donne. Con l'approvazione nel 1958 della cosiddetta legge Merlin che regolava la materia della prostituzione, contribuì ad un incremento delle competenze e delle esigenze di organico, rendendo il Corpo femminile di ancor più immediata utilità. L'addestramento avveniva presso la Scuola di formazione per la polizia femminile di Roma.

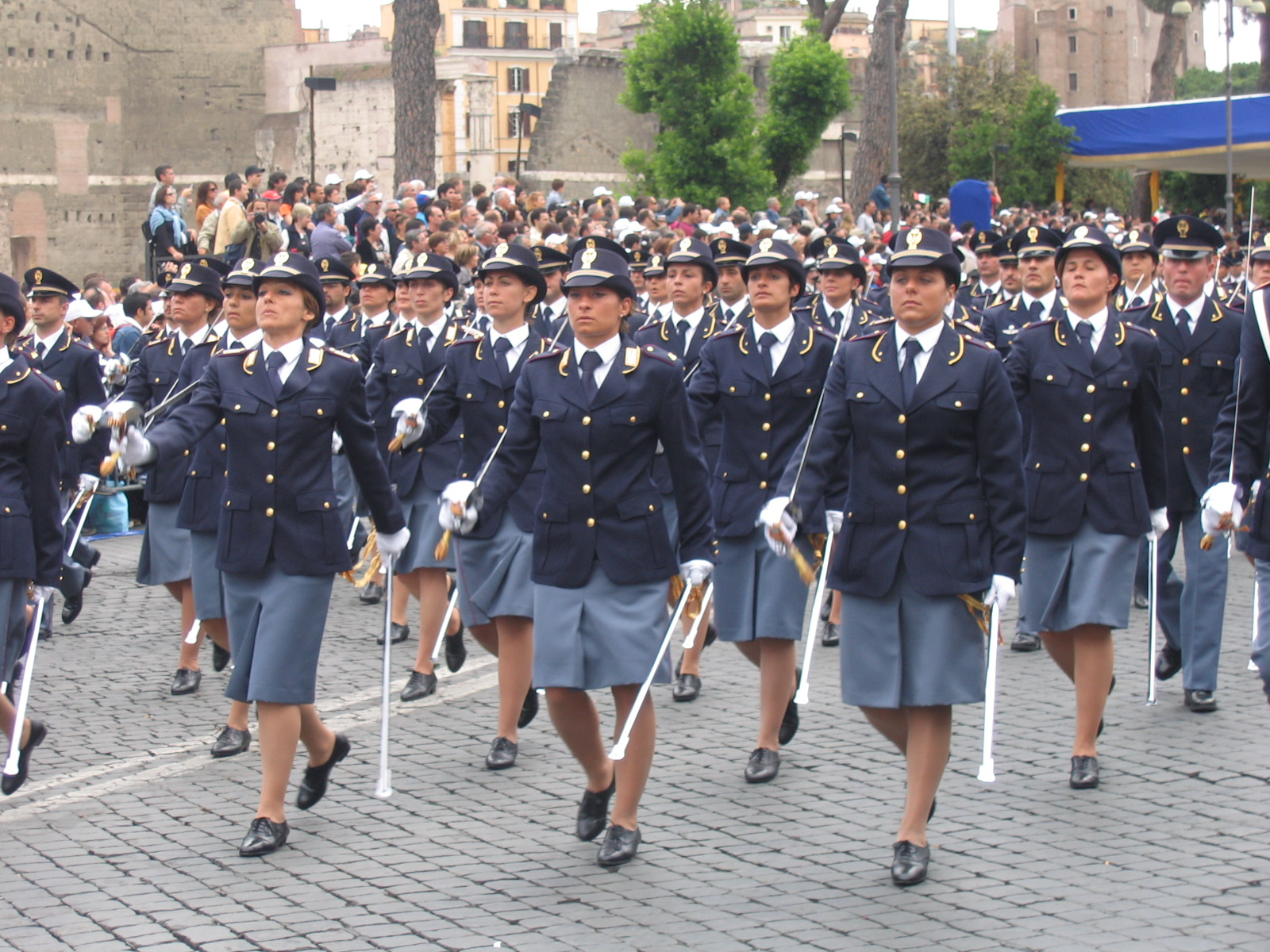
Ispettrici della Polizia di Stato, eredi del Corpo di polizia femminile

Le appartenenti del Corpo, ufficiali di polizia giudiziaria, venivano utilizzate quasi esclusivamente all'interno della squadra del buon costume delle questure, per il contrasto dei reati contro la moralità pubblica, i minori e reati a sfondo sessuale ma anche per la tutela del lavoro minorile e femminile. Apposite sezioni di polizia femminile furono istituite presso ogni procura della Repubblica. Fu soppresso con la legge n. 121 del 1º aprile 1981 e il personale integrato nella Polizia di Stato.

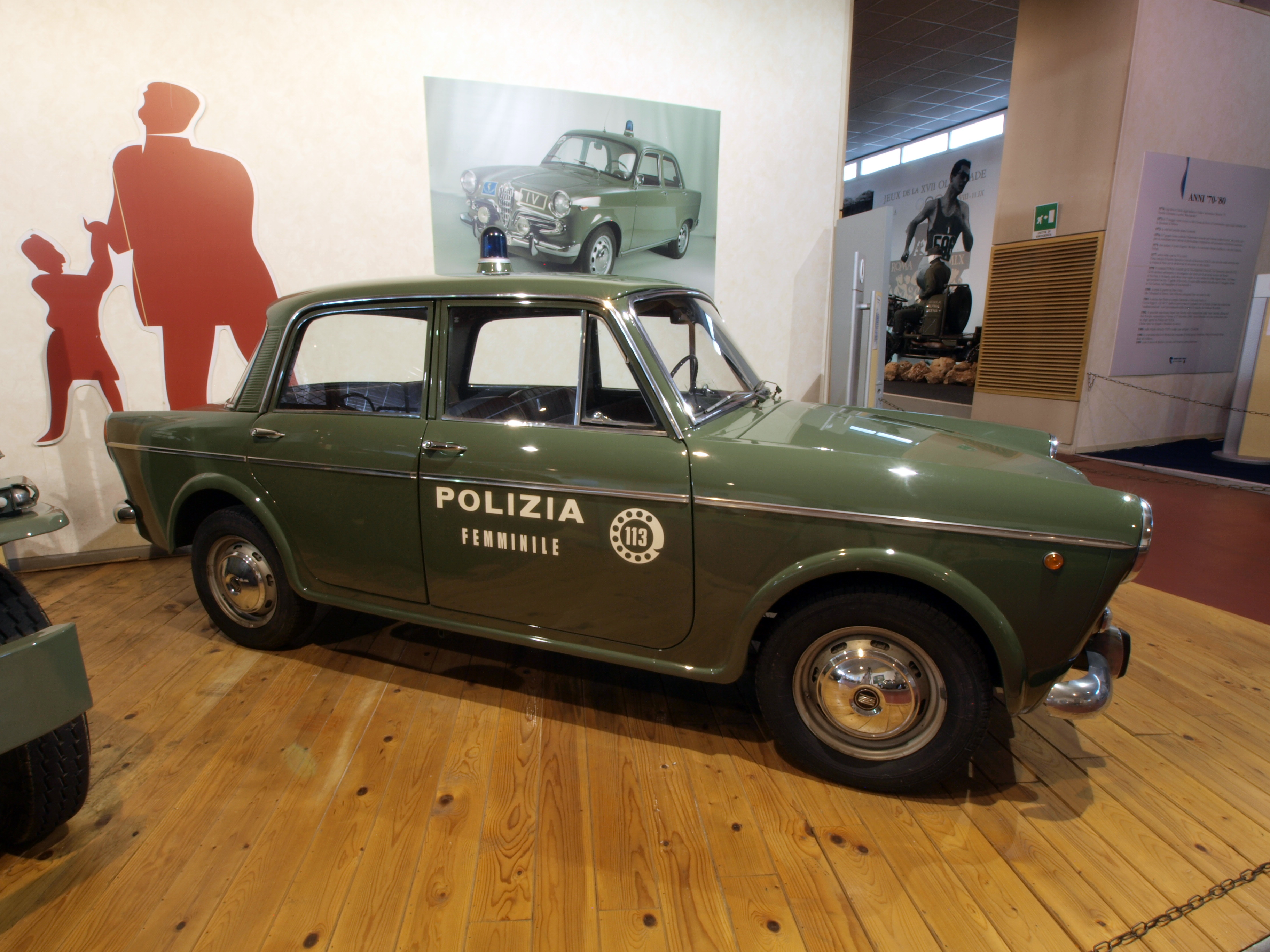
Fiat 1100 D utilizzata dalla Polizia femminile

## Gradi
Due erano i ruoli:
- "Ispettrici di polizia" - carriera direttiva (ufficiale di pubblica sicurezza)
  - ispettrice capo;
  - ispettrice di 1ª classe;
  - ispettrice di 2ª classe;
  - ispettrice di 3ª classe;
  - vice ispettrice.
- "Assistenti di polizia" - carriera di concetto (agente di pubblica sicurezza)
  - assistente superiore di 1ª classe;
  - assistente superiore di 2ª classe;
  - assistente di polizia di 1ª classe;
  - assistente di polizia di 2ª classe;
  - assistente di polizia di 3ª classe.